# Acontia pima
Acontia pima là một loài bướm đêm trong họ Noctuidae.